# 홍콩에서 온 백작부인
《홍콩에서 온 백작부인》(영어: A Countess from Hong Kong)은 1967년 개봉한 영국의 로맨틱 코미디 영화이다. 찰리 채플린이 감독과 각본을 맡았다. 영화 《파리의 여인》과 함께 찰리 채플린 연출작 중 그가 주연으로 출연하지 않는 영화 중 하나이며, 그의 유일한 컬러 필름이다.

## 출연

### 주연
- 말론 브란도
- 소피아 로렌

### 조연
- 시드니 채플린
- 티피 헤드런
- 패트릭 카길
- 마이클 메드윈
- 올리버 존스톤
- 존 폴
- 안젤라 스콜라

## 기타
- 미술: 도널드 M. 어쉬톤
- 의상: 올가 레흐만